# Crkva sv. Obitelji u Metkoviću
Crkva sv. Obitelji rimokatolička je crkvica koja se nalazi unutar samostana sestara Služavki Maloga Isusa u Metkoviću u sklopu župe sv. Ilije.
Pet sestara Služavki Malog Isusa došle su u Metković 1912. godine, a prvi Samostan je napravljen 1927. godine. Nažalost zbog Drugog svjetskog rata i kasnije nacionalizacije sestre su ostale bez svoje zgrade. Novi samostan s pripadajućom crkvicom, otvoren je 1. travnja 1989. godine uz veliku pomoć mons. dr. Fabijana Veraje, bivšeg tajnika Kongregacije za proglašenje svetih u Vatikanu. Danas sestre ponovo njeguju starice, drže dječji vrtić i školski vjeronauk.
Časne sestre samostana Svete Obitelji Družbe sestara Služavki Maloga Isusa dobitnice su godišnje Nagrade grada Metkovića "Sv. Ilija" u području humanitarnih djelatnosti za 2012. godinu

## Crkveni elementi
Crkva sa svojim elementima predstavlja vrijedan spomenik umjetnosti u Metkoviću. Raspelo u apsidi kopija je gotičkog raspela iz 16. stoljeća iz Španjolske. Izrađeno je u brezovini u radionici Antonia Mesquida u Madridu. Reljefi ispod oltarne menze i ambon su umjetnička djela o. Budimira Cvitkovića iz Samobora. Tabernakul i svijećnjaci su djela prof. Sandra Sanna iz Rima. Brončani je odljev također iz Rima iz radionice Centro Domus Dei. Iz iste radonice je i križni put, djelo prof. Burattia. Akademski kipar Branimir Dorotić iz Samobora autor je vitraja koji su izrađeni u radionici Marijana Ilića u Zagrebu. U crkvici se nalaze orgulje iz radionice Intercontinental Electronics S.P.A. iz Mondiana u Italiji. Pojedinosti crkve, kao što su npr. klupe, izrađene su prema idejama mons. Fabijana Veraje. Projekt za crkvu napravila je arhitektica Nevenka Postružnik, a nacrt za drveni strop napravila je arhitektica Marija Eugenija Hamzić iz Rima.

## Vanjske poveznice
Službene mrežne stranice Župe sv. Ilije u Metkoviću  Arhivirana inačica izvorne stranice od 18. prosinca 2014. (Wayback Machine)